# آوین سفلی
آوین سفلی، روستایی در دهستان فین بخش فین شهرستان بندرعباس در استان هرمزگان ایران است.

## جمعیت
بر پایه سرشماری عمومی نفوس و مسکن در سال ۱۳۹۵، جمعیت این روستا برابر با ۱۹۱ نفر (۵۸ خانوار) بوده است.